# Tenter Bach und Bökerbach
Das Naturschutzgebiet Tenter Bach und Bökerbach liegt auf dem Gebiet der kreisfreien Stadt Remscheid in Nordrhein-Westfalen. Das Gebiet erstreckt sich südöstlich der Kernstadt von Remscheid. Am östlichen Rand des Gebietes verläuft die A 1 und nördlich die B 229. Nordöstlich erstreckt sich das etwa 44,7 ha große Naturschutzgebiet (NSG) Westerholt und nordwestlich das etw 8,8 ha große NSG Steinbruchgelände Hohenhagen.

## Bedeutung
Das Naturschutzgebiet Tenter Bach und Bökerbach unterliegt seit dem 15. November 2001 dem Veränderungsverbot und wird unter der Nummer RS-001 geführt. Es weist eine Größe von 30,55 ha auf. Mit Rechtskraft des Landschaftsplanes Remscheid-West ersetzt es das ehemalige Naturschutzgebiet Bökerhöhe (circa 7 ha).
Das Gebiet wird geprägt von dem vielfältig strukturierten Kerb- bzw. Sohlenkerbtal des Tenter Baches und des Bökerbaches, deren Auen zum Teil stark überflutet werden. Die Bäche fließen durch größere Feuchtwaldbereiche, Feuchtweiden und -brachen. An den steilen Hängen im nördlichen Bereich sind Magerweiden ausgebildet. Insbesondere der Tenter Bach zeichnet sich durch seinen naturnahen, schlingenden bis mäandrierenden Verlauf mit Flach- und Steilufern, Abbrüchen und Schotterbänken aus. In den Hanglagen befinden sich großflächige Laubwaldbestände aus Birke, Eiche und Buche.
Die Schutzausweisung dient unter anderem Erhaltung und Sicherung des Fließgewässersystems des Tenter Baches und des Bökerbaches mit ihrer Fließgewässerdynamik, ihren naturnahen Strukturen, Bachabschnitten und Quellfluren sowie zur Erhaltung und Wiederherstellung der gewässerbegleitenden Auenvegetation. Der in diesem Naturschutzgebiet gut ausgebildete, struktur- und artenreiche Biotopkomplex unter anderem aus Feucht- und Magerweiden, einem Heiderelikt, Feuchtwaldbereichen und naturnahen Laubwaldbeständen soll erhalten werden. Dazu sind die zahlreichen, zum Teil gefährdeten Biotope zu schützen und als Lebensraum für die dort vorkommenden seltenen Tier- und Pflanzenarten, zum Beispiel Eisvogel, Grünspecht, Ringelnatter, Flussnapfschnecke, Sumpfveilchen und Quendelblättrige Kreuzblume zu sichern.

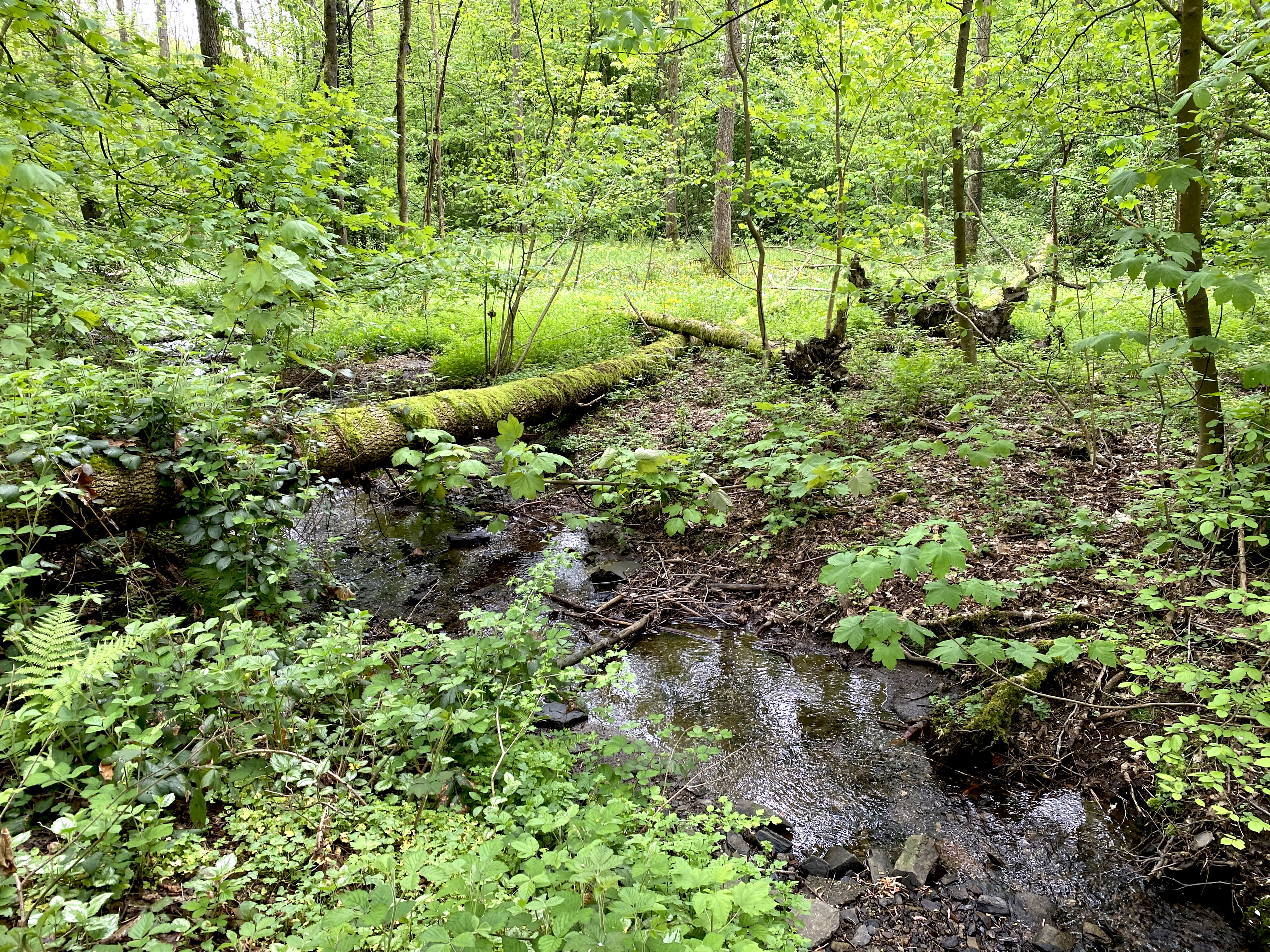
Mixsiepen im Erlenauwald kurz vor der Mündung in den Bökerbach
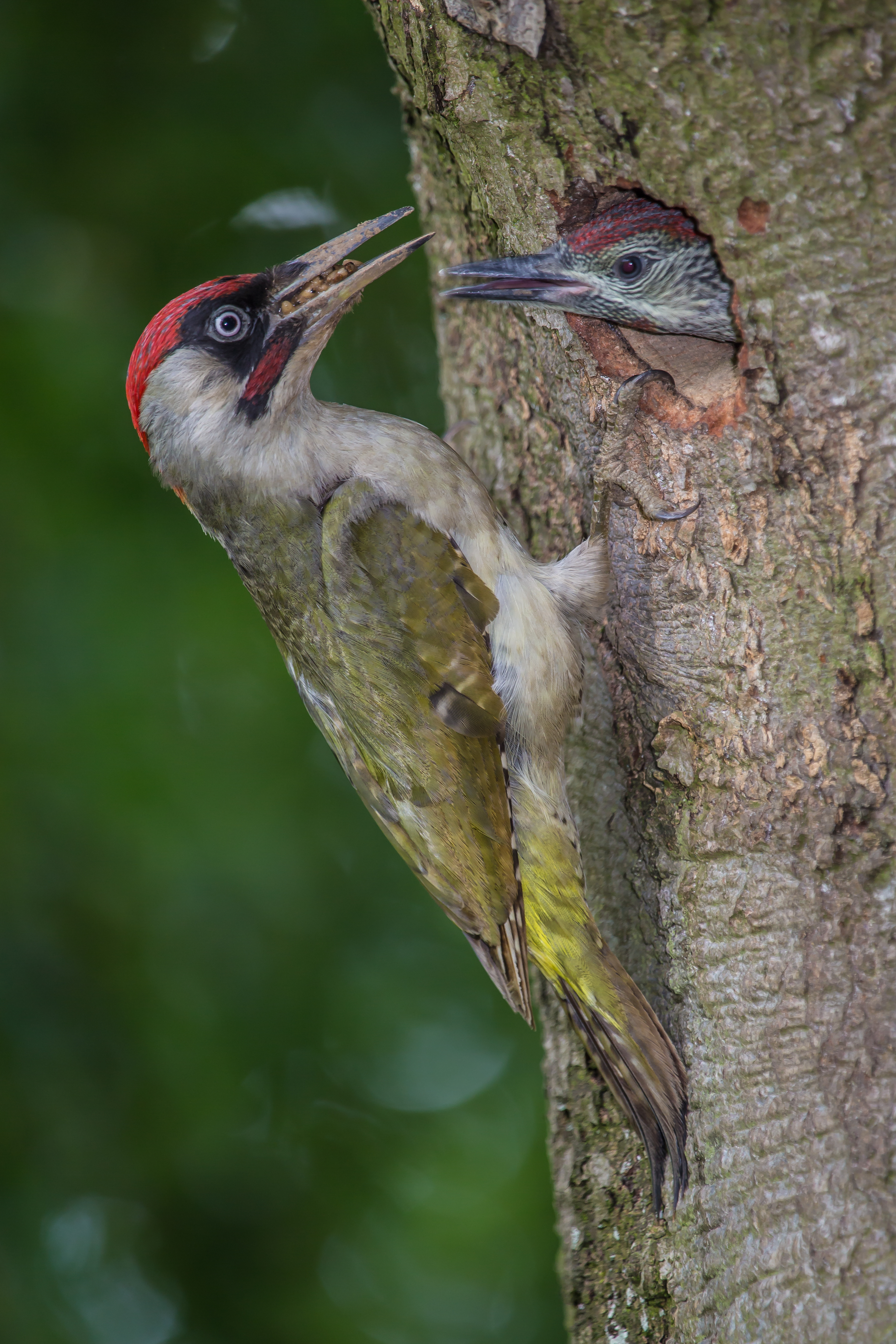
Grünspecht (Picus viridis)
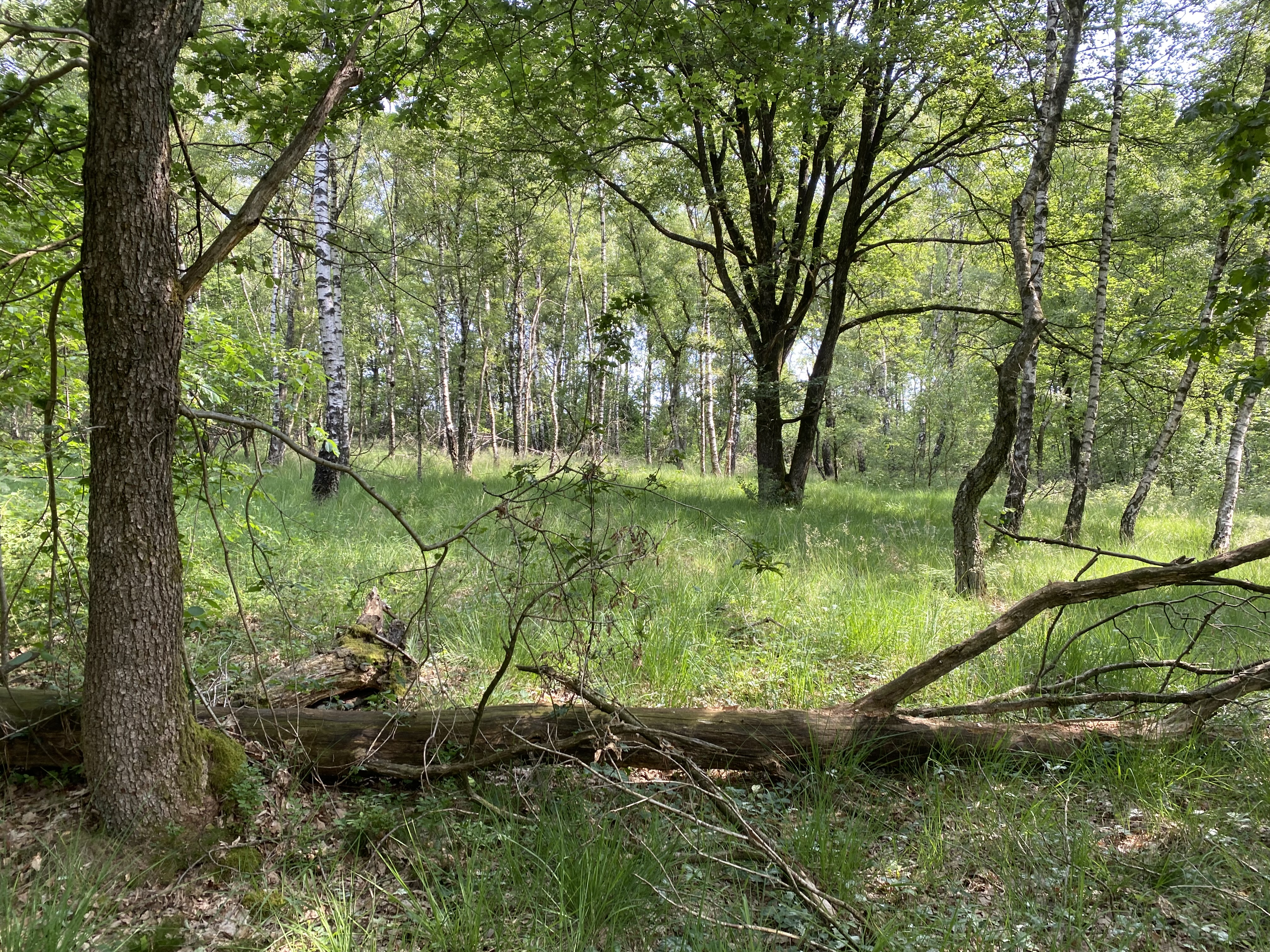
Eichen-/Birkenwald mit Pfeifengras südl. Bökerhöhe
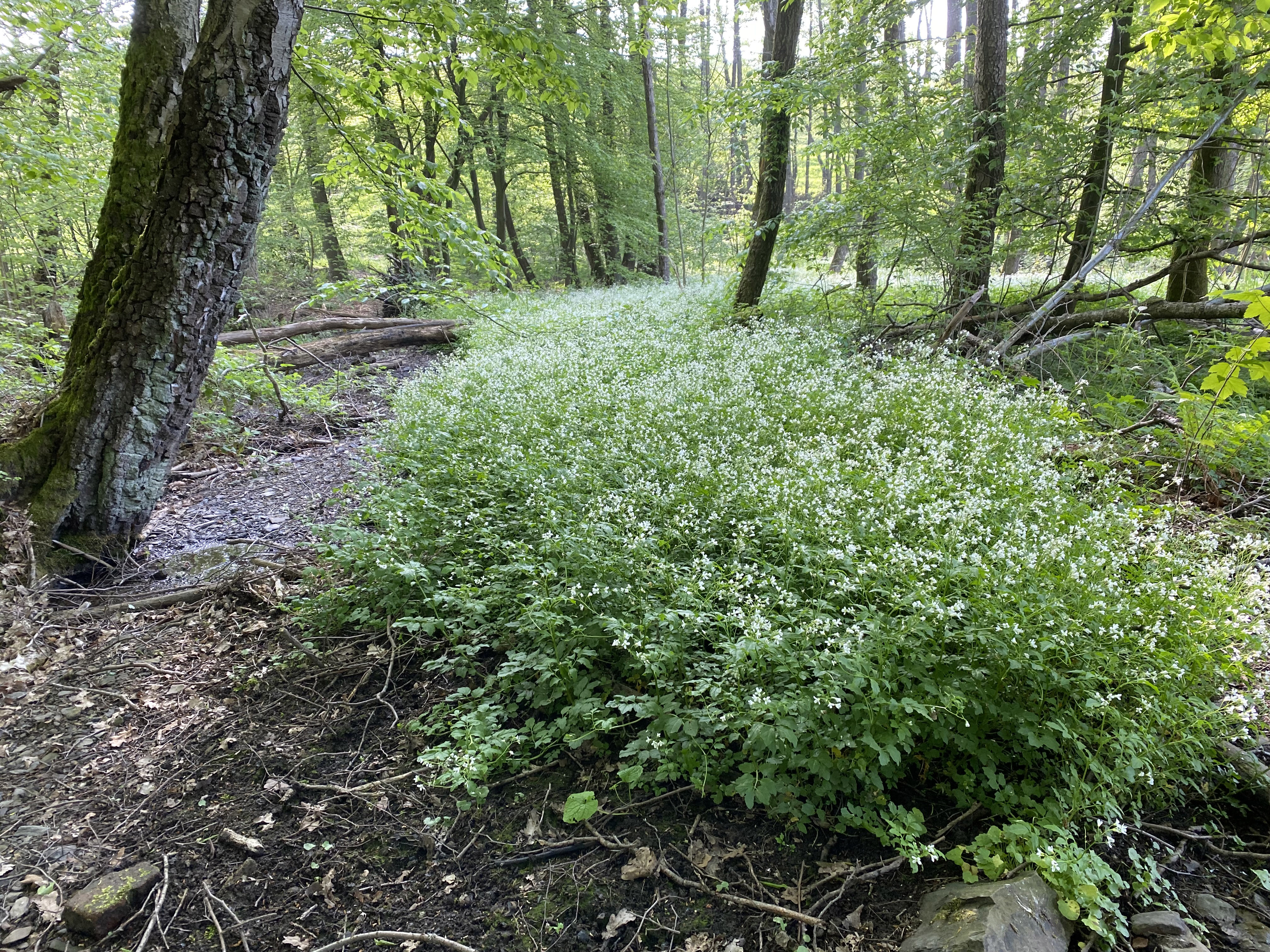
Auwald am Bökerbach / Bitteres Schaumkraut (Cardamine amara)
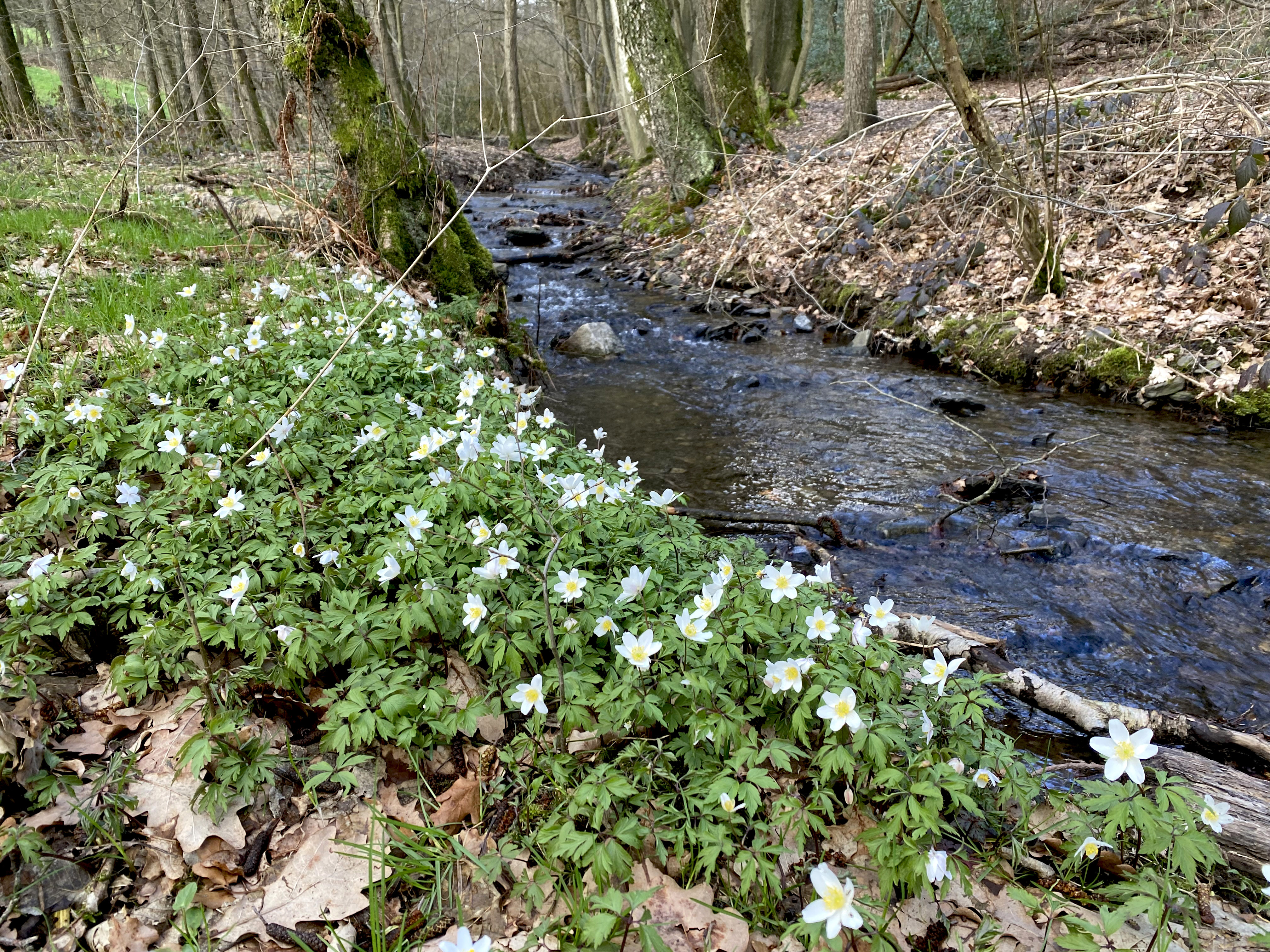
Buschwindröschen am Bökerbach
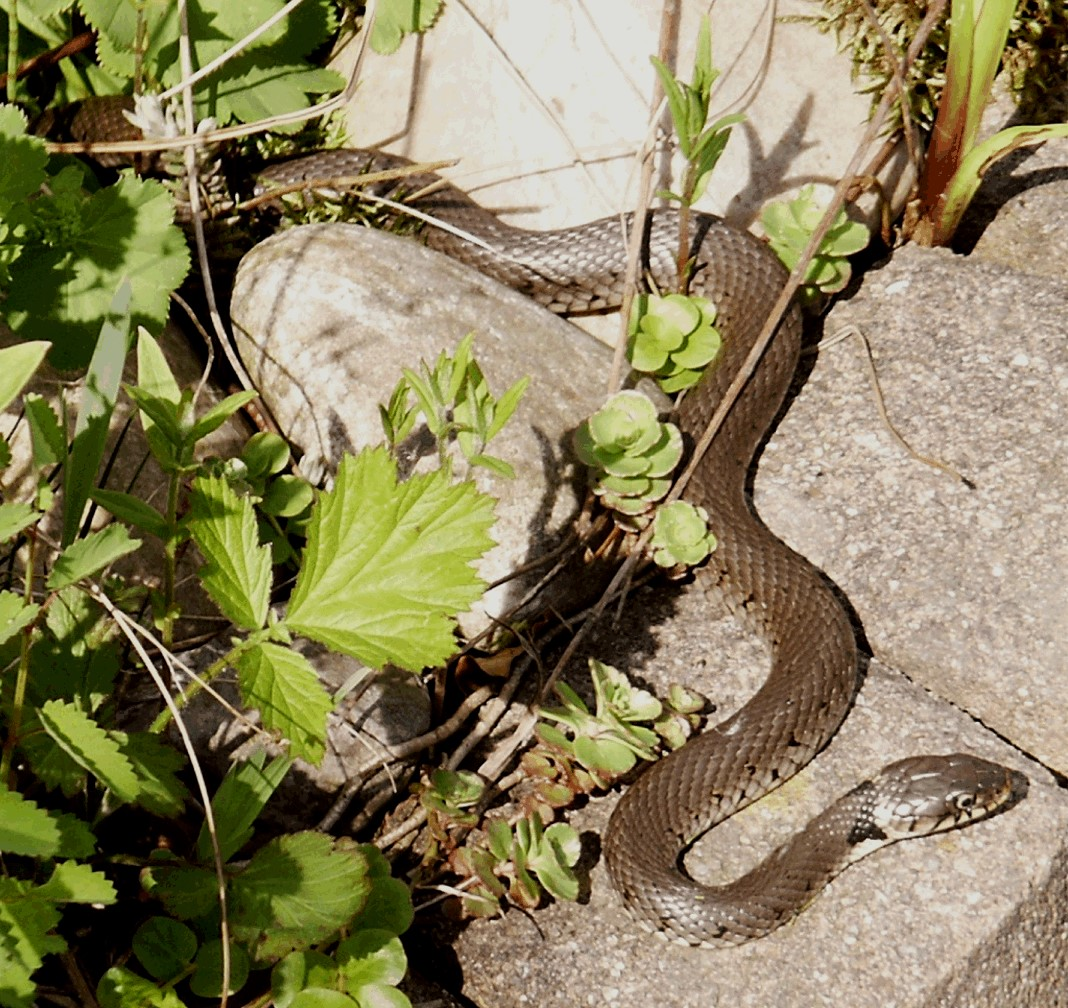
Ringelnatter (Natrix natrix)
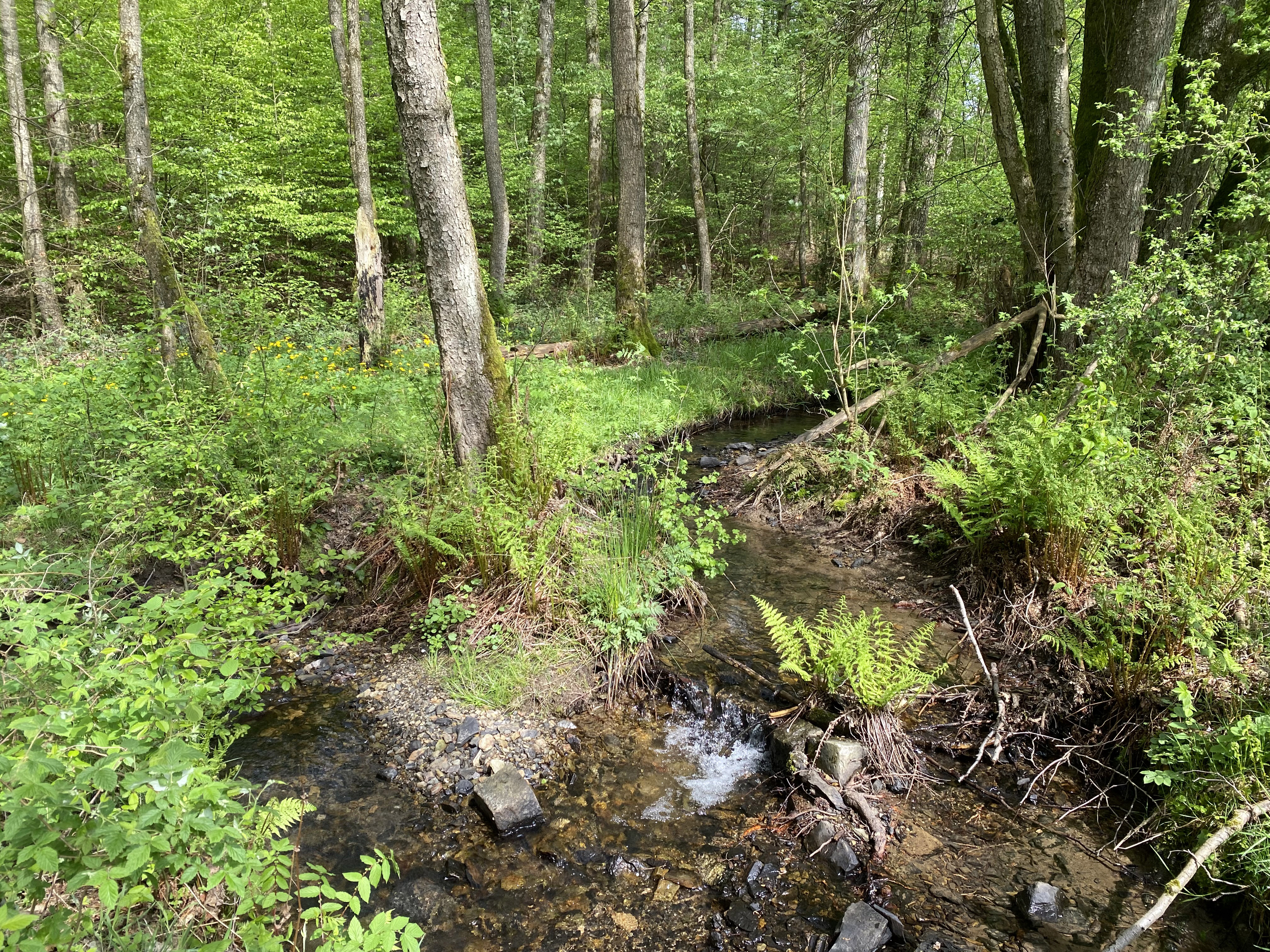
Mäandernder Tenter Bach
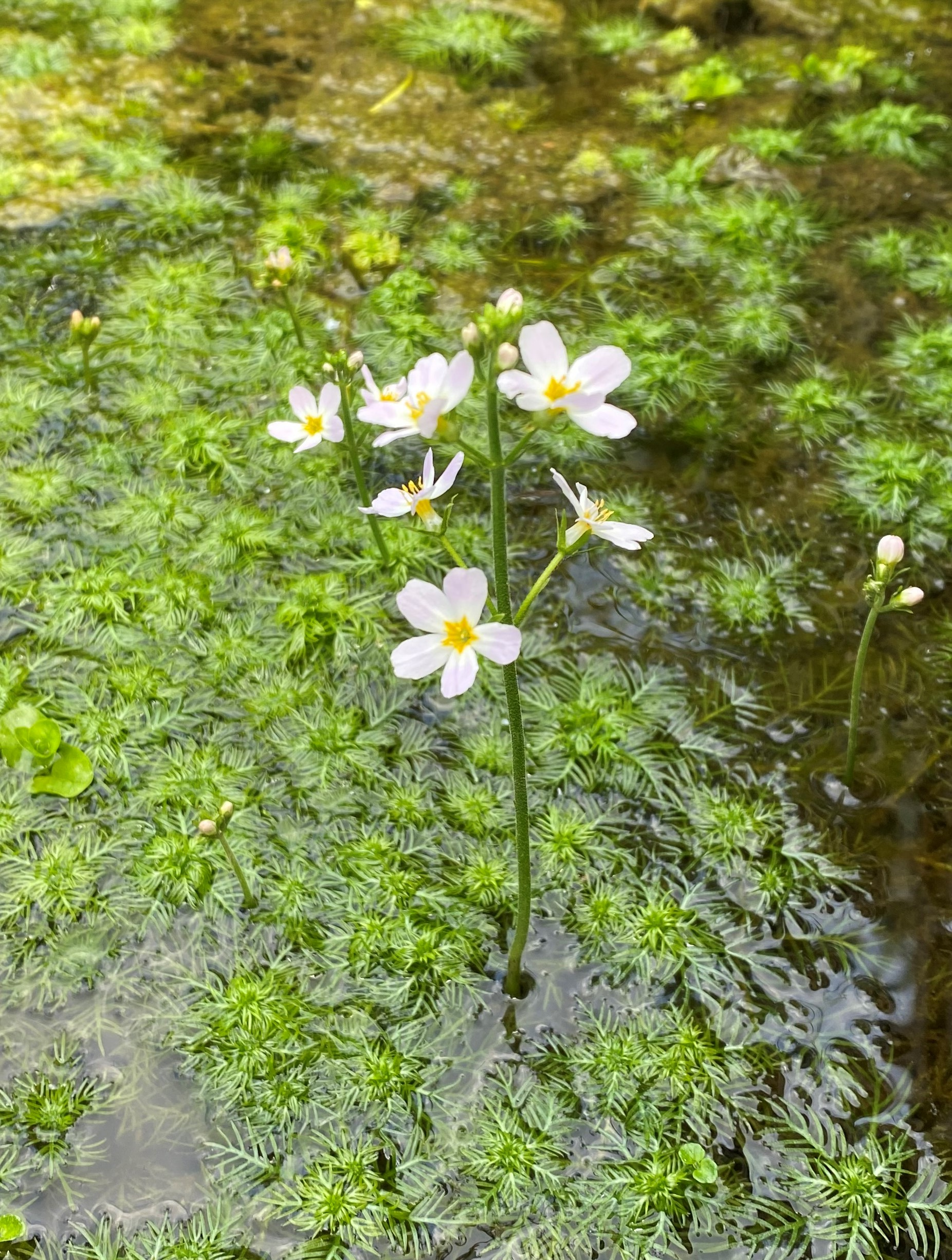
Wasserfeder (Hottonia palustris)
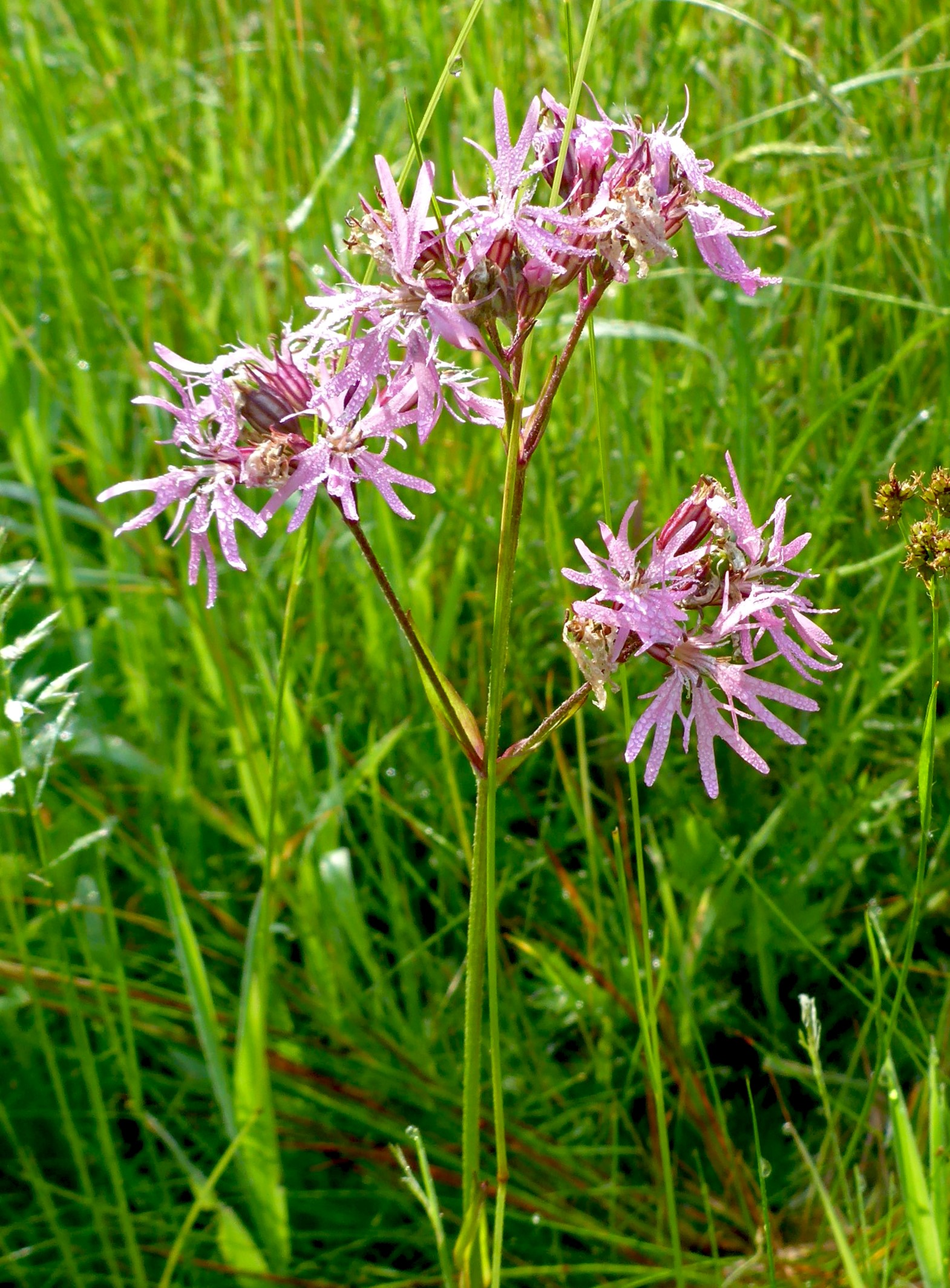
Morgentau auf Kuckucks-Lichtnelken (Lychnis flos-cuculi) im NSG
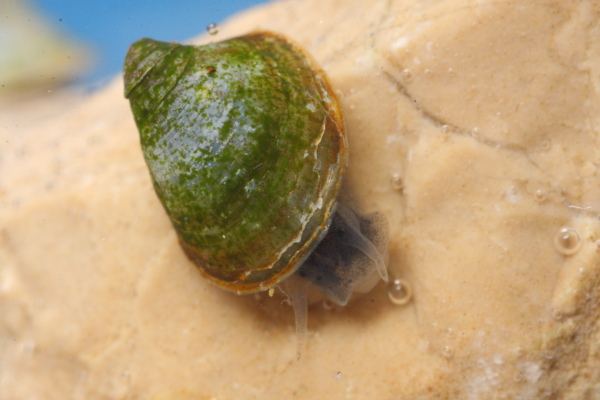
Flussnapfschnecke (Ancylus fluviatilis)
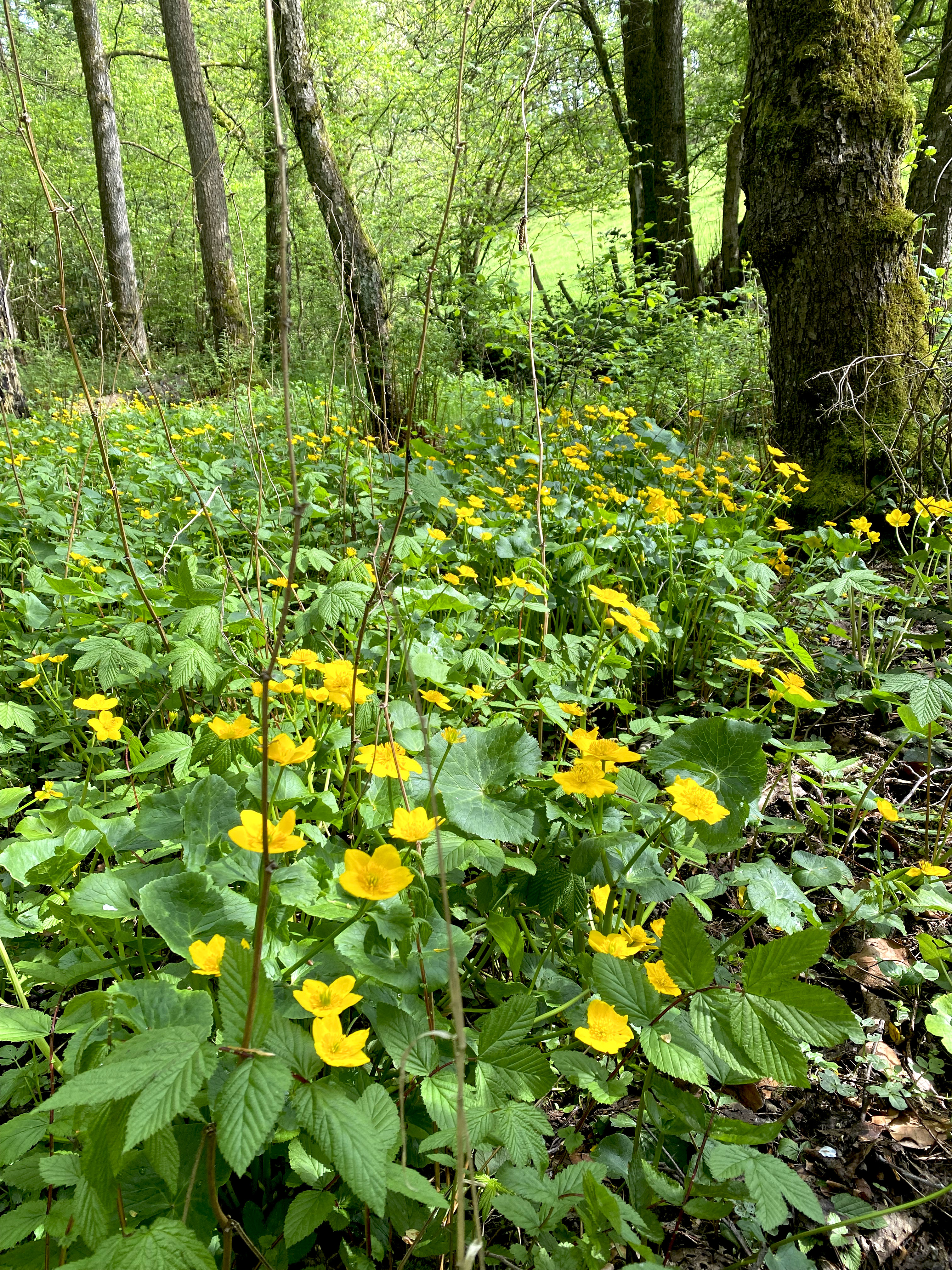
Sumpf-Dotterblumen am Tenter Bach
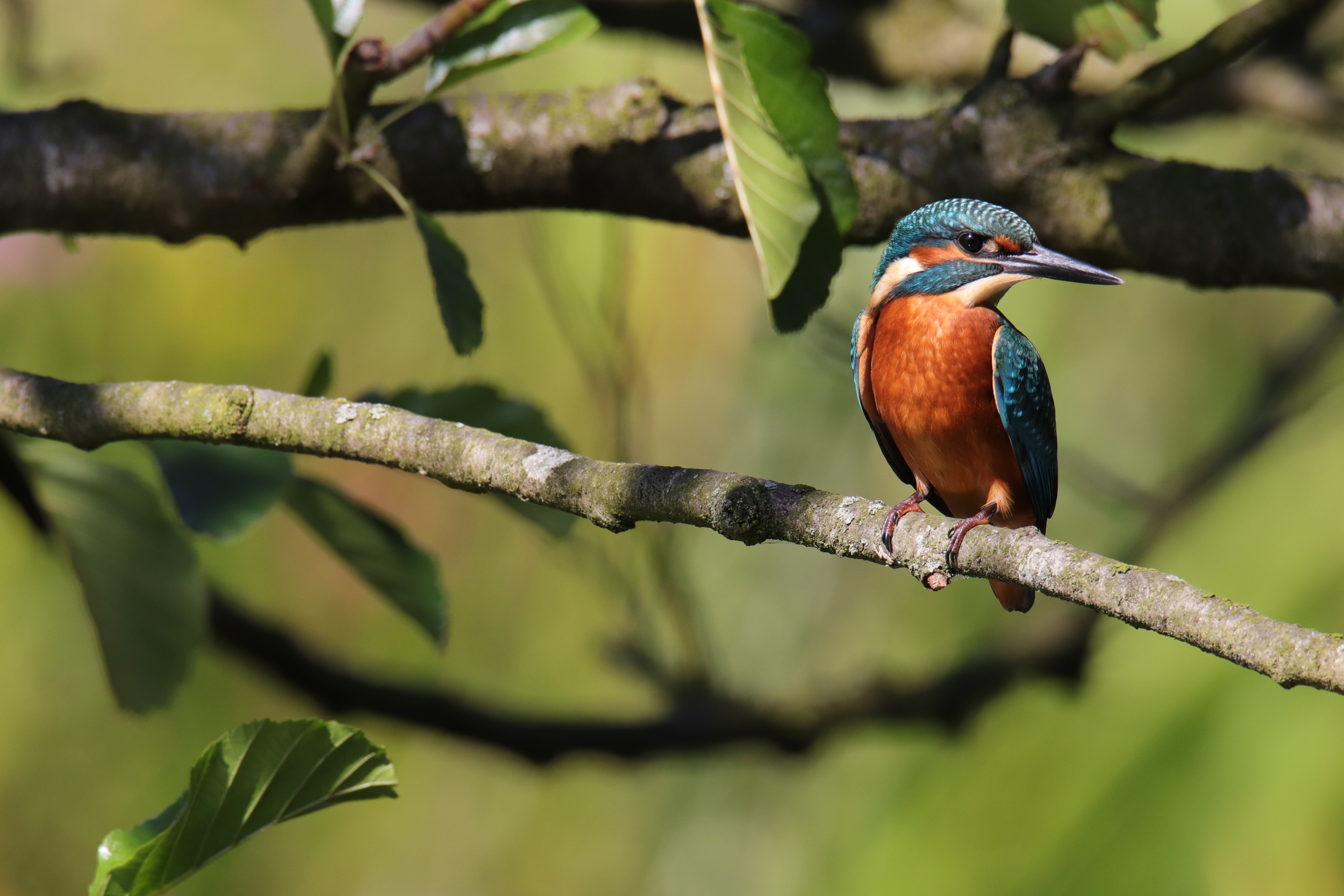
Eisvogel (Alcedo atthis)
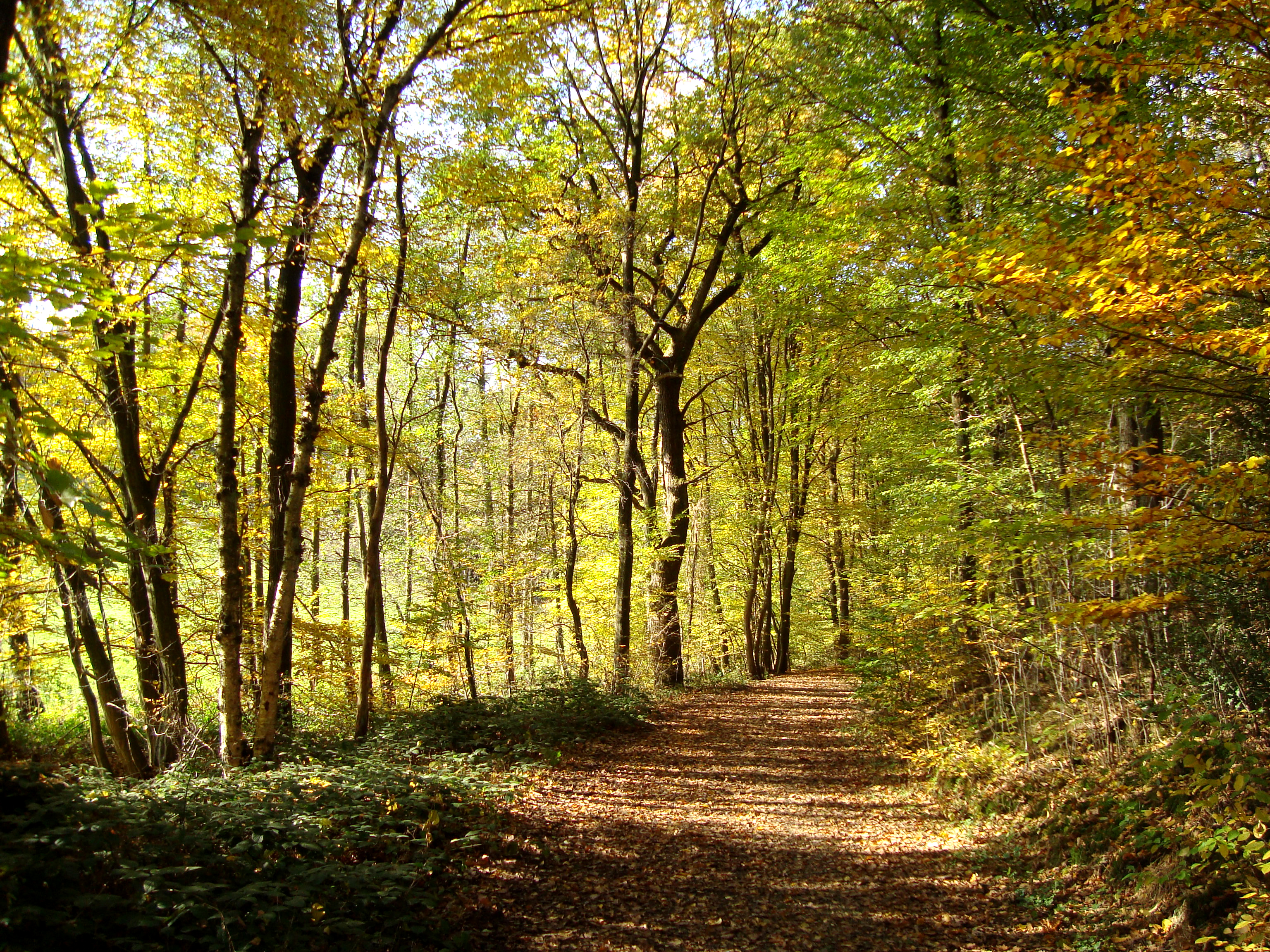
Herbst am Bökerbach
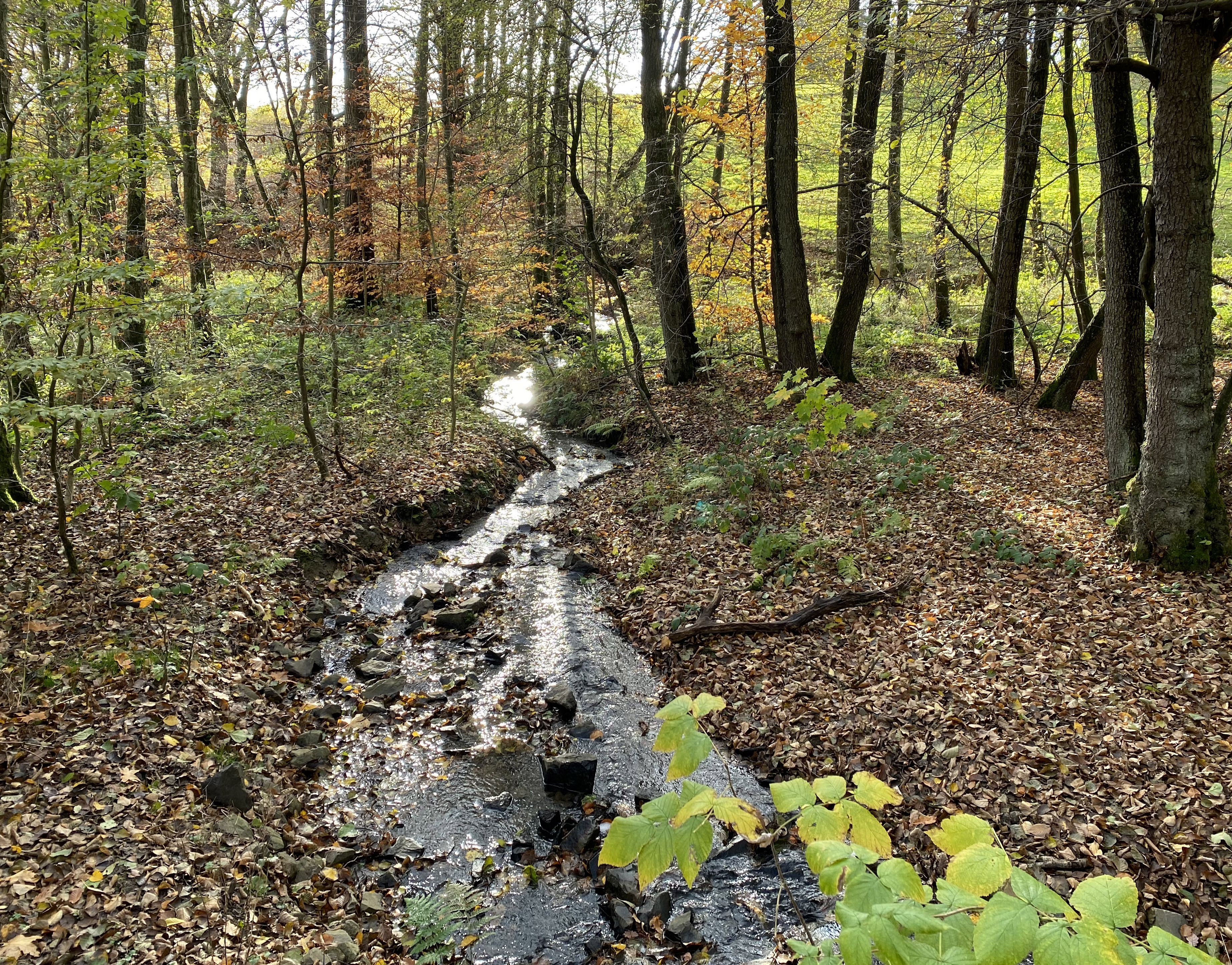
Herbst am Tenter Bach
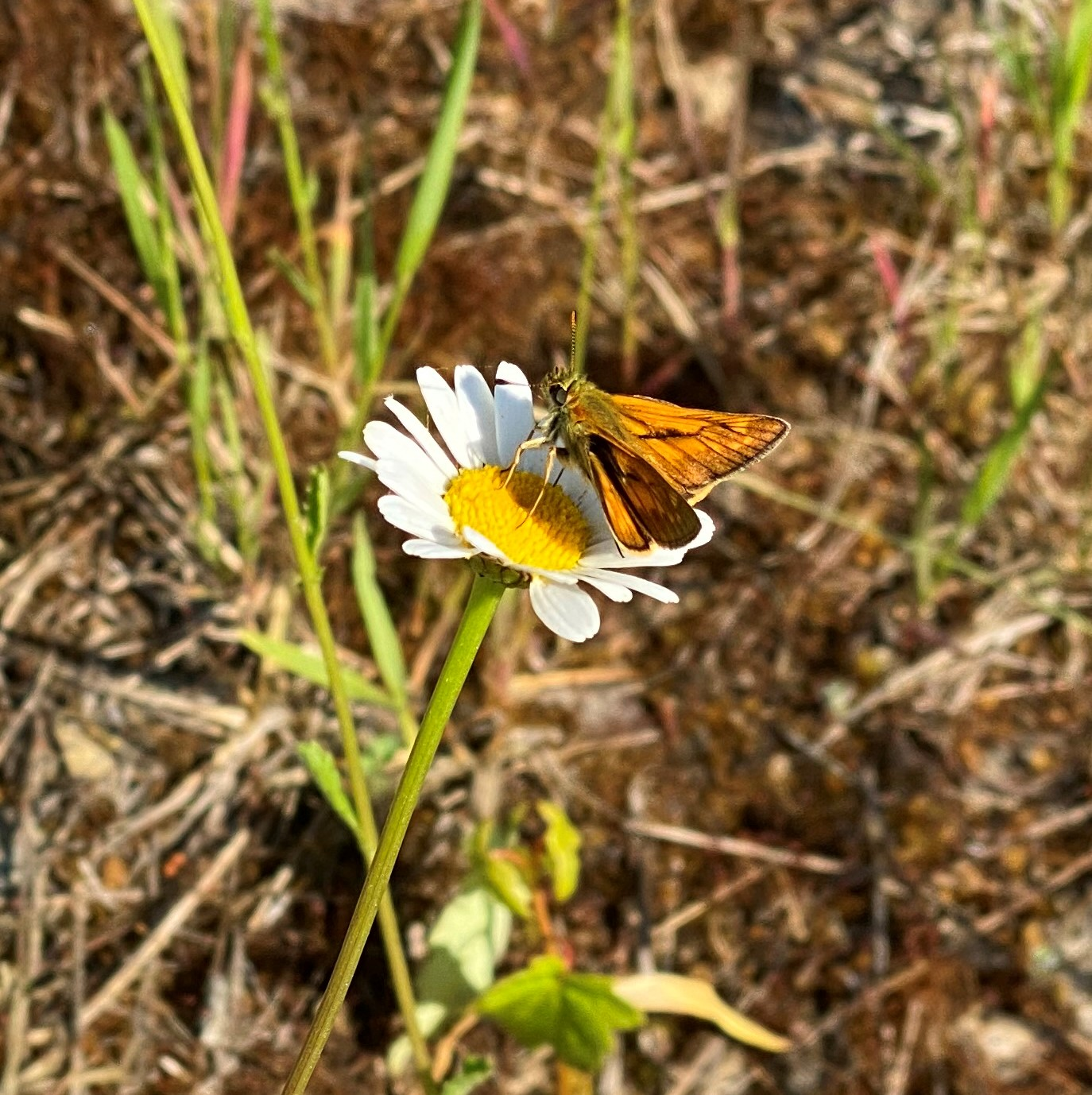
Rostfarbener Dickkopffalter (Ochlodes sylvanus) im NSG
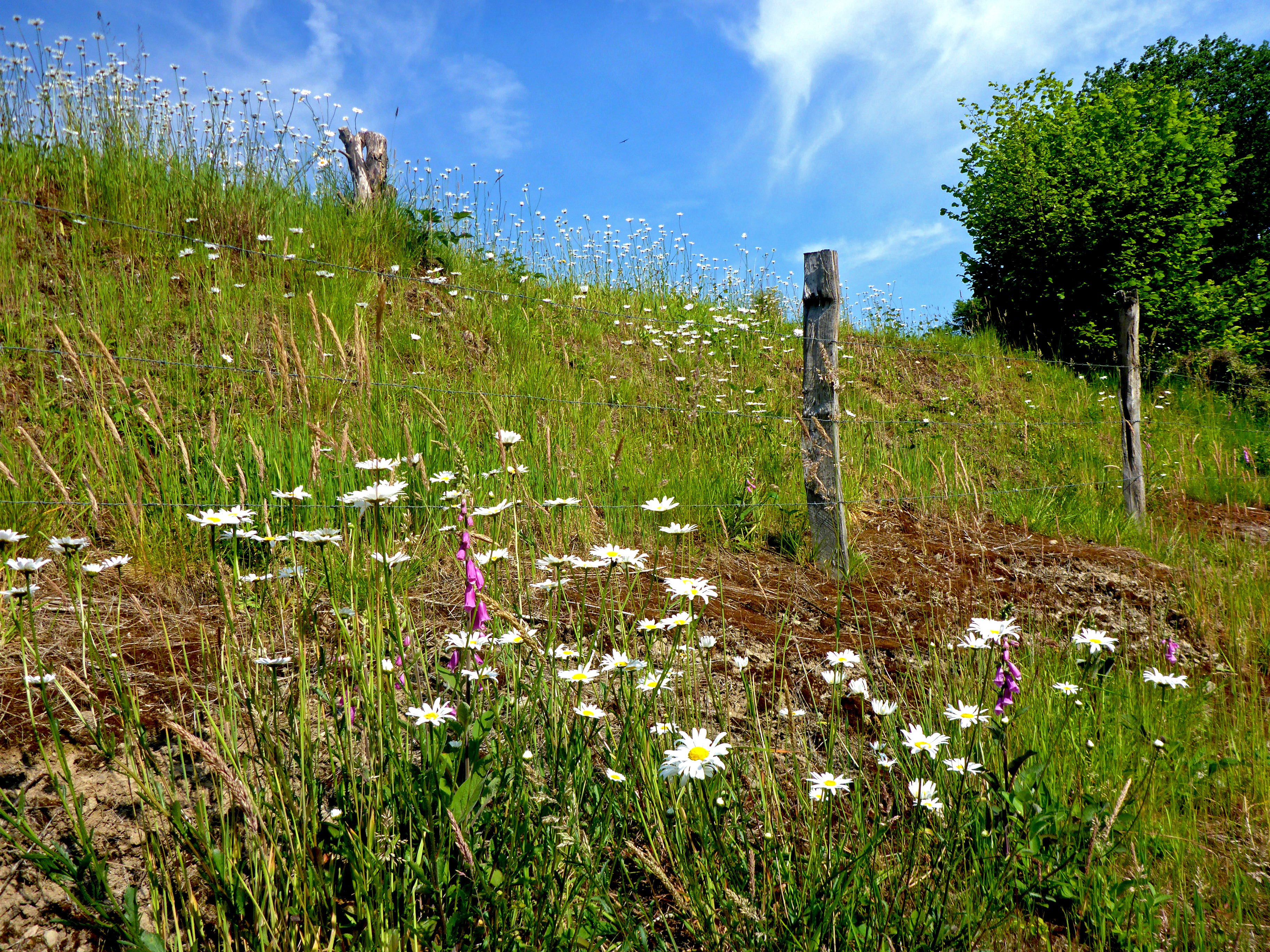
Blütenreicher Magerstandort am Tenter Bach
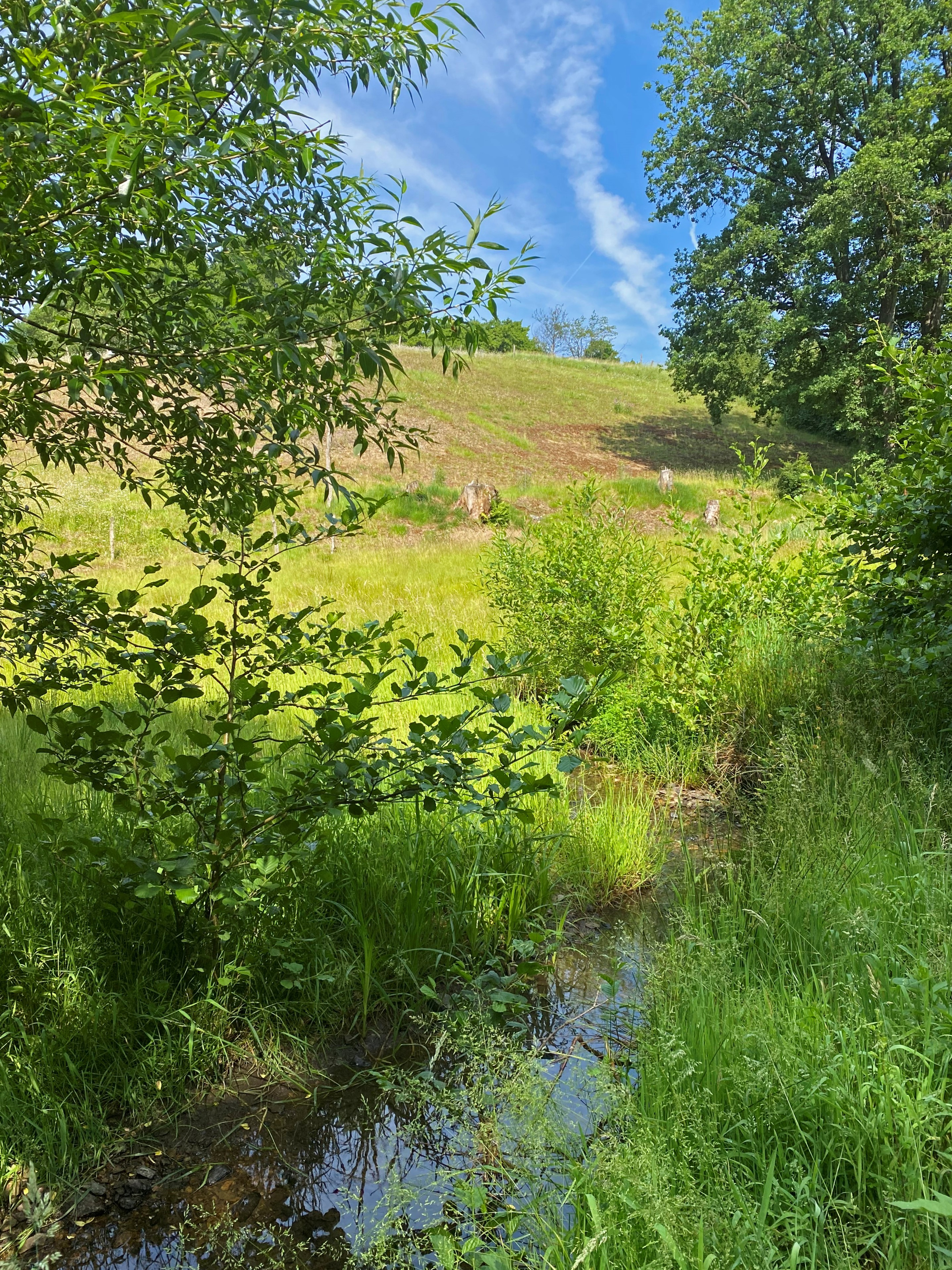
Tenter Bach
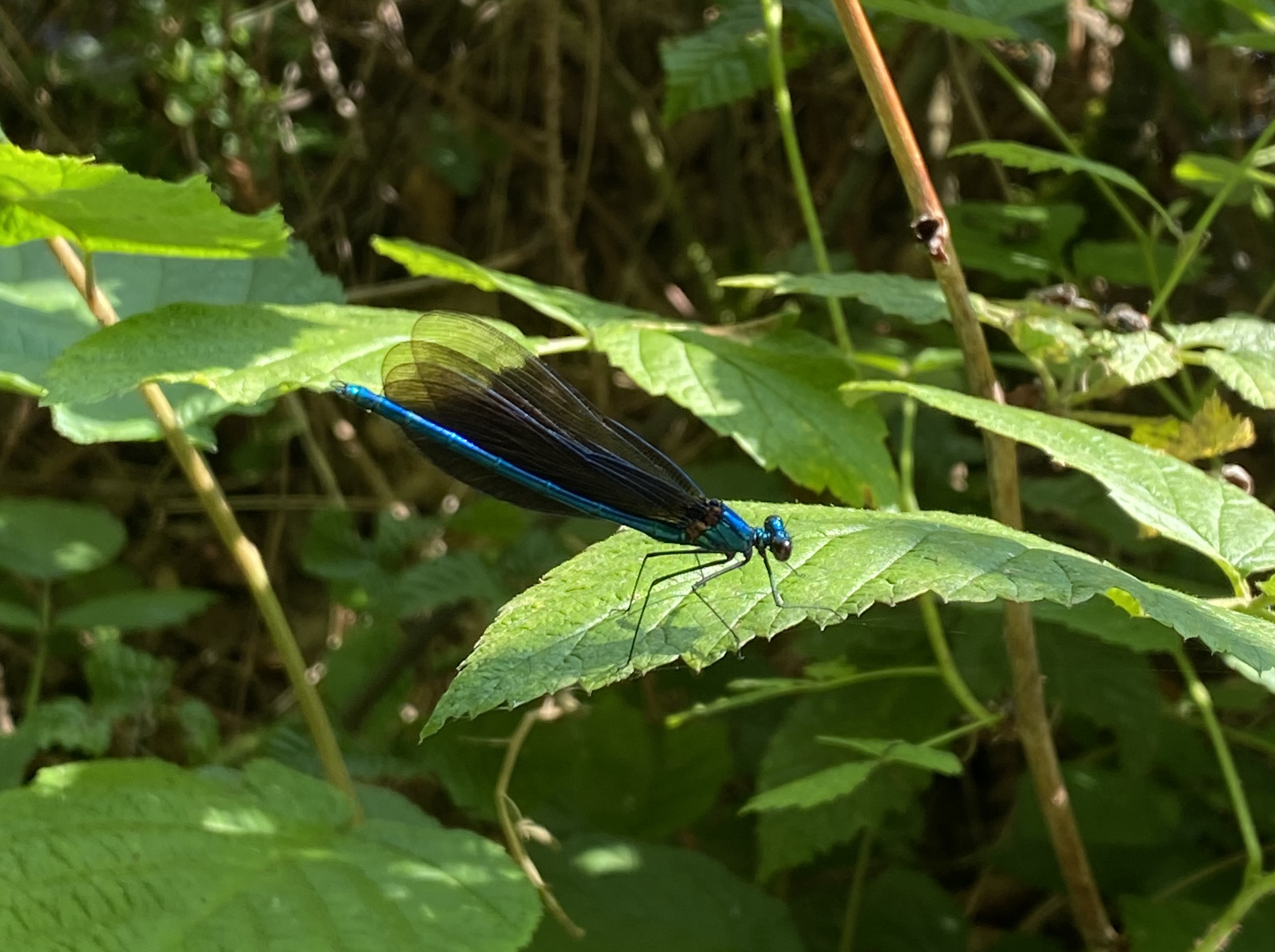
Blauflügel-Prachtlibelle im NSG
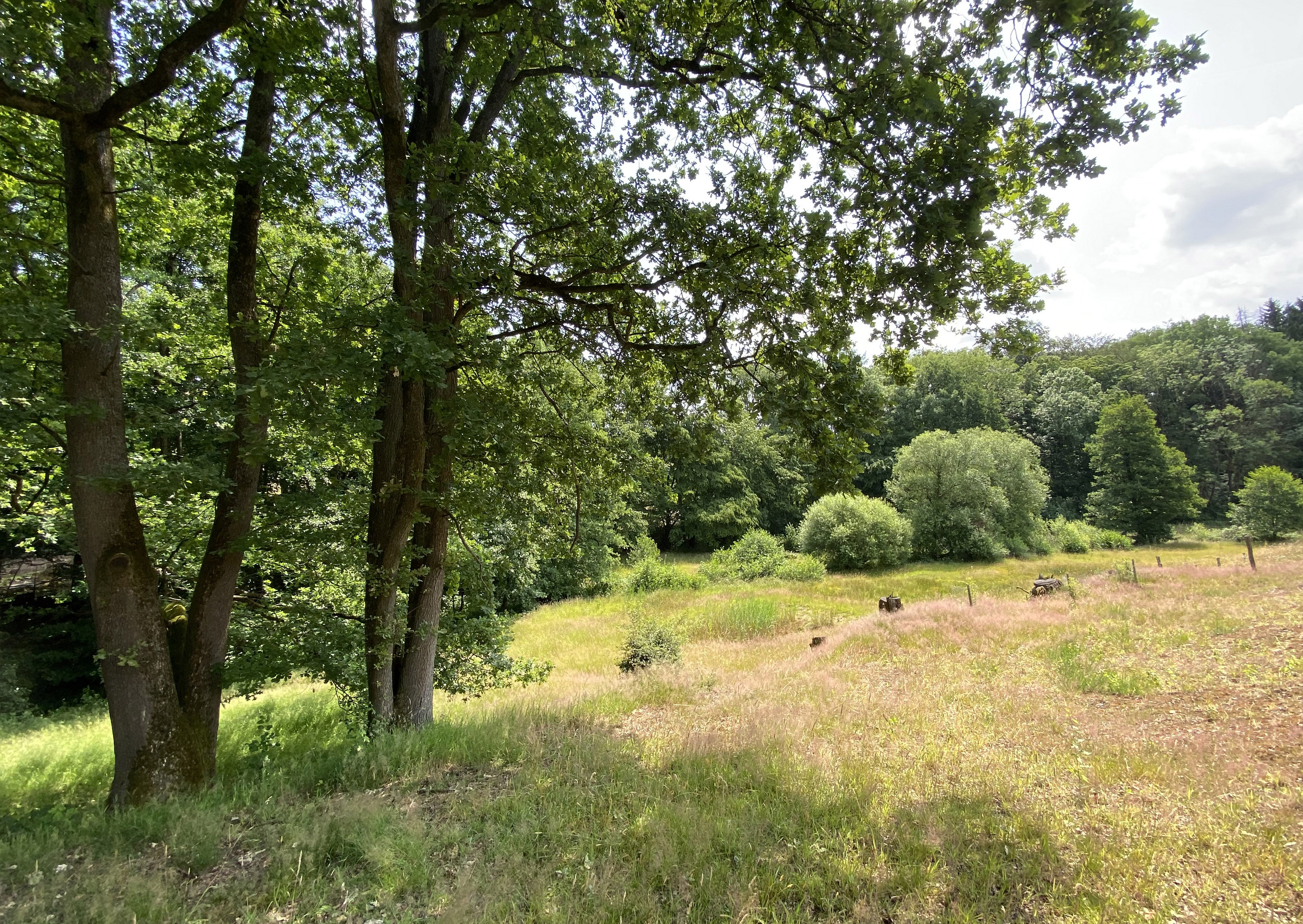
Tenter Bachtal